# Jérôme Diamant-Berger
Pour les articles homonymes, voir Diamant-Berger.
Jérôme Diamant-Berger, né le 25 septembre 1950 à Paris, est réalisateur et producteur de cinéma français.
Il est le fils d'Henri Béchard et Ginette Diamant-Berger (1917-1996), elle-même fille du cinéaste Henri Diamant-Berger (1895-1972) dont Jérôme est par conséquent le petit-fils. Il est également le neveu du poète Jean-Claude Diamant-Berger (1920-1944).

## Biographie
À partir des années 1970, il rédige, produit et réalise plusieurs films en court et long métrage, de fictions et documentaires, pour la télévision et le cinéma.
En collaboration avec Dimitri Davidenko en décembre 1973, il met en œuvre le Festival du film Super 8 au théâtre du Ranelagh à Paris, manifestation qu'il renouvelle à l'Espace Cardin à Paris également, puis à New York.
En 1985, il crée le poste de directeur des effets spéciaux pour Christian Guillon sur son premier long métrage, L'Unique, avec Julia Migenes, Charles Denner et Sami Frey. Ce film intègre pour la première fois en France des images de synthèse 3D réalisées avec le concours de la Sogitec, filiale de Dassault Aviation. Il réitère en 1993 avec le long métrage La Légende qui est une libre adaptation contemporaine du roman Le Golem de Gustav Meyrink, qu'il produit, réalise et distribue.
Entre 1997 et 2017, tout en écrivant des scénarios de longs métrages, il se consacre à la réalisation d'une dizaine de documentaires, notamment sur Alexandre Dumas, la restauration du film muet, dont : Les Trois Mousquetaires réalisé en 1921 par son grand-père Henri Diamant-Berger, sur le naturaliste Jean-Henri Fabre, sur l'histoire du Studio Pathé Albatros à Montreuil, Albatros, debout malgré la tempête, puis sur Georges Clemenceau à partir d'une archive cinématographique inédite réalisé par son grand-père en 1928, Clemenceau, et enfin Rêve au Tuschinki avec Max Von Sydow sur la célèbre salle de cinéma d'Amsterdam, Théâtre Tuschinski. En 2011, il revient à la fiction avec un court métrage en 3D relief Shooting, avec Julie Depardieu évoquant le passage de Douglas Fairbanks à Paris dans les années 1920.
En 2022, Jérôme Diamant-Berger produit et réalise Béatrice Thiriet, l’Odyssée musicale (85 min), documentaire sur le parcours de la compositrice Béatrice Thiriet, souvent associée à ses propres films.
Sur le plan de la production de films, Jérôme Diamant-Berger a créé Le Film d'Art, fondée le 15 octobre 2009 ; celle-ci étant homonyme du Film d'Art fondée en 1908 par Paul Laffitte et reprise par Henri Diamant-Berger en 1936.

## Filmographie

### Scénariste
- 1986 : L'Unique (85 min), fiction. Sortie en France : 26 février 1986 (« disponible », sur YouTube ).
- 1993 : La Légende (80 min), fiction. Sortie en France le 23 juin 1993.
- 2011 : Shooting, (13 min), fiction en 3D relief.

### Producteur
- 1970 : Massaï (26 min), documentaire.
- 1980 : Voir naître (26 min), documentaire.
- 1981 : L’Amour entre les tours (30 min), fiction caméra cachée.
- 1986 : L'Unique (85 min), fiction. Sortie en France le 26 février 1986.
- 1993 : La Légende (80 min), fiction. Sortie en France le 23 juin 1993.
- 1995 : Le Cinéma de grand-père (80 min), documentaire. Réalisation de Liliane de Kermadec.
- 2002 : Les Trois Mousquetaires : l’histoire d’une résurrection 1920-2002 (52 min), documentaire.
- 2003 : Le Dernier Voyage d’Alexandre Dumas (58 min), documentaire.
- 2004 : Everlor (52 min), documentaire.
- 2005 : Albatros Debout malgré la tempête (40 min), documentaire.
- 2005 : La Musique au cœur de l’image (52 min), documentaire.
- 2006 : Le Cinéma des cinéastes, deux fois 52 min, documentaire.
- 2006 : Sur les pas de Jean-Henri Fabre (60 min), documentaire.
- 2010 : Albatros debout malgré la tempête, version 2010 (52 min), documentaire.
- 2011 : Shooting (13 min), fiction en 3D relief.
- 2018 : "Les Guerriers de l'eau bleue"  - fiction  (8' ) Animation Motion capture
- 2022 : Béatrice Thiriet, L’Odyssée musicale (85 min): documentaire produit par Le Film d'Art (société fondée en 2009), TVPaese et Cristal Group avec le soutien de Ciné +, de la Collectivité de Corse, en partenariat avec le CNC, la SACEM et l’UCMF[9].

### Réalisateur
- 1970 : Massaï (26 min), documentaire.
- 1980 : Voir naître (26 min), documentaire.
- 1981 : L’Amour entre les tours (30 min), fiction caméra cachée.
- 1986 : L'Unique (85 min), fiction. Sortie en France le 26 février 1986.
- 1993 : La Légende (80 min), fiction. Sortie en France le 23 juin 1993[10].
- 2002 : Les Trois Mousquetaires : On Tour (26 min), documentaire.
- 2002 : Les Trois Mousquetaires : l’histoire d’une résurrection 1920-2002 (52 min), documentaire.
- 2003 : Le Dernier Voyage d’Alexandre Dumas (58 min), documentaire.
- 2004 : Everlor (52 min), documentaire.
- 2005 : Albatros debout malgré la tempête (40 min), documentaire.
- 2005 : La Musique au cœur de l’image (52 min), documentaire.
- 2006 : Le Cinéma des cinéastes, deux fois 52 min, documentaire.
- 2006 : Sur les pas de Jean-Henri Fabre (60 min), documentaire.
- 2010 : Albatros debout malgré la tempête, version 2010 (52 min), documentaire.
- 2011 : Shooting (13 min), fiction en 3D relief.
- 2014 : Clemenceau (50 min), docu-fiction avec Michel Bouquet, Béatrice Thiriet, Jean-Noël Jeanneney et Michel Winock. Produit par Mélisande Films et la chaîne Histoire.
- 2017 : Rêve au Tuschinski (52 min), docu-fiction avec Max Von Sydow, Patrick Braoudé et Béatrice Thiriet. Produit par Kolam Productions et Ciné+, stéréographié par Fabien Remblier, Grand Prix au 3D Korean Film Festival (« disponible », sur YouTube
- 2018 : "Les Guerriers de l'eau bleue" - fiction (8' ) Animation Motion capture
- 2022 : Béatrice Thiriet, L’Odyssée musicale (85 min): documentaire sur l'aventure musicale de la compositrice Béatrice Thiriet.

## Publications
- Jérôme Diamant-Berger et Dimitri Davidenko, Des images plein la tête, éditions J.C. Simoen, 1977, 157 pp.
- Yves Bié et Jérôme Diamant-Berger, Voir naître, éditions Encre, 1979.

## Restauration et édition
- Les Trois Mousquetaires : version restaurée et sonorisée des 14 épisodes de 26 min du film de Henri Diamant-Berger de 1921, d’après un internégatif conservé aux Archives du Film. Conçue et réalisée en numérique par Guillaume Diamant-Berger et Jérôme Diamant-Berger. Nouvelle bande-son, musique symphonique, composée par Greco Casadesus. Voix off, narration, de Patrick Préjean. Sortie en DVD, septembre 2002. Éditions TF1 Vidéo. Bonus : découverte des négatifs, restauration, création de la musique et de la voix off.
- Les Trois Mousquetaires : version sonore et chantée en deux films réalisés en 1932 par Henri Diamant-Berger : Les Ferrets de la Reine et Milady. Sortie en DVD, 2016. En bonus : Le cinéma de grand-père (documentaire de long-métrage, 1995, 1h10). Réalisation : Liliane de Kermandec, produit et coécrit par Jérôme Diamant-Berger. Interview de Blanche Montel, 4 min. Extrait des mémoires d'Henri Diamant-Berger. LCJ Éditions et Productions, 2016.
- Le cinéma d'Henri Diamant-Berger. Édition livre-DVD Collector, présentation de Jérôme Diamant-Berger. Éditions Blaq Out, 2018 :
  - Livre Le Cinéma, quelle aventure ! - Mémoires d'Henri Diamant-Berger, 288 pages.
  - DVD 1 : - 1) Rue de la Paix (long-métrage inédit - 1927, 1 h 27). Réalisation : Henri Diamant-Berger. Musique et interprétation : Béatrice Thiriet. 2) Le cinéma de grand-père (documentaire de long-métrage, 1995, 1 h 15), réalisation Liliane de Kermandec et coécrit par Jérôme Diamant-Berger.
  - DVD 2 : - Une soirée mondaine - Gonzague - Le Mauvais garçon - Jim Bougne Boxeur - Par habitude - L'affaire de la rue de Lourcine. Six courts et moyens métrages. Réalisation : Henri Diamant-Berger. Musique et interprétation : Béatrice Thiriet.